# 革新派
革新派（かくしんは）とは、満州事変以降の民族主義・国家主義・国粋主義の盛り上がりに伴って大日本帝国の主流に台頭した、様々な歪みや矛盾を抱えて閉塞した現体制の「革新」・「改造」・「維新」を訴えた政治思想の潮流、またはその勢力。
軍部における「革新派」という軍閥（軍国主義）、文官官僚における革新官僚、大ドイツ国のナチズムに傾倒した者にも見られた。
その潮流の一つが昭和維新であり、三月事件、十月事件、五・一五事件、陸軍士官学校事件、二・二六事件などの暗殺・クーデター事件も引き起こした。
国内においては、後の国家総動員法、大政翼賛会、新体制運動などの萌芽となり、民間における革新派の結集と言える東亜建設国民聯盟には、安達謙蔵（国民同盟）、中野正剛（東方会）、松井石根（大アジア協会）、橋本欣五郎（大日本青年党）、末次信正、徳富蘇峰、三宅雪嶺、清瀬一郎などが参加した。
代表的な左翼からの転向者としては、以下の赤松克麿、平野力三、麻生久らが挙げられる。
- 赤松克麿 - 1926年の結成から参加した社会民衆党の書記長も務めた社会主義・社会民主主義の運動家だったが、国家社会主義に転向し、1931年に石川準十郎、津久井龍雄（大日本生産党）ら右翼活動家と共に日本社会主義研究所を創設して三月事件や十月事件にも関与、1932年に平野力三や全国労農大衆党を離党した小池四郎らと共に日本国家社会党を結成して党務長に就任、1937年に江藤源九郎、菅舜英、津久井竜雄、小池四郎（日本国家社会党が改称した愛国政治同盟）、下中弥三郎（新日本国民同盟）ら右翼活動家らと共に日本革新党を結成して党務長に就任。
- 平野力三 - 独自の農民運動の指導者で、1926年に社会民衆党の結成にも関わりつつ日本農民党を結成して幹事長に就任、1928年に麻生久らの日本労農党などと合併して結成した日本大衆党の書記長に就任、1932年に赤松克麿らと日本国家社会党を結成、1933年に在郷軍人会と農民との提携を掲げて結成した皇道会の常任幹事に就任。
- 麻生久 - 1926年に労働農民党や日本労農党、1928年に平野力三らの日本農民党などと合併して日本大衆党を結成、1929年に委員長に就任、1930年に全国大衆党、1931年に全国労農大衆党を結成、1932年に結成した社会大衆党の書記長に就任し、1934年に陸軍省が発行したパンフレット『国防の本義と其強化の提唱』を「軍部の社会主義的傾向の表現」として高く評価する声明を出すなど親軍の傾向を強め、1940年に委員長に就任すると同じく親軍派で国家社会主義の信奉者でもあった亀井貫一郎と共に社会大衆党の全体主義化を推進、第2次近衛内閣が推進した新体制運動に積極的に協力し、他党に先駆けて党を解党、新体制準備委員会委員に就任。

外交においては、日満支ブロックによる「東亜新秩序」を推進して独伊の「欧州新秩序」と連携し、世界の再編成を通じた英米「旧秩序」の打破を目指した。
軍閥としての革新派は、後の統制派の母体となった。